# كلينت كينت
كلينت كينت (بالإنجليزية: Clint Kent)‏ هو لاعب كرة القدم الكندية أمريكي، ولد في 14 أكتوبر 1983 في ماكون في الولايات المتحدة.